# VI. Mehmed oszmán szultán
VI. Mehmed, Mehmed Vahdettin vagy Vahideddin (Isztambul, 1861. január 14. – Sanremo, 1926. május 16.) az Oszmán Birodalom utolsó szultánja és az iszlám utolsó előtti kalifája 1918-tól 1922. november 1-én szultáni, november 19-én kalifai méltóságáról történt lemondatásáig. Egy évvel lemondását követően alakult meg a Török Köztársaság Mustafa Kemal Atatürk pasa vezetésével.

## Élete
A ravasz és jó ítélőképességű VI. Mehmed 1918. július 4-én került hatalomra és idősebb bátyja, II. Abdul-Hamid példáját követve személyes hatalmat kívánt gyakorolni a kormány felett. Az 1918. október 30-án aláírt mudroszi fegyverletétel és az 1918. december 8-án, az antant által Konstantinápolyban bevezetett katonai közigazgatás megkezdése után a nemzeti liberális Egység és Haladás Mozgalma összeomlott, vezetőik pedig külföldre menekültek. A szultán, aki ellenzett minden nacionalista ideológiát, az Oszmán-ház hatalmának megőrzésére törekedett, ezért engedett az antant követeléseinek. December 21-én feloszlatta a parlamentet és nekilátott a nacionalisták szétzúzásához.
Az Anatóliában még aktív nacionalisták Kemal Atatürk vezetése alatt a szultán segítségével akarták megőrizni az ország területi integritását és a nemzeti függetlenség elérését. Tárgyalások után a szultán beleegyezett a választások kiírásába. Erre 1919 végén került sor és ennek következtében a nacionalisták parlamenti többséget szereztek. Az antant a török egységtől megriadva kiterjesztette a Konstantinápolyban megszállt területek nagyságát, a nacionalista vezetőket letartóztatták és száműzetésbe kényszerítették. A szultán 1920. április 11-én feloszlatta a parlamentet és a nacionalisták ideiglenes kormányt alakítottak Ankarában.
1920. augusztus 10-én Mehmed aláírta a sèvres-i békeszerződést, amely az ország független területét harmadára csökkentette volna. Ez jelentősen megerősítette a nacionalisták pozícióját. Görögország legyőzése után az ország irányítása gyakorlatilag teljesen a kezükbe került. 1922. november 1-jén a Török Nagy Nemzetgyűlés megszüntette a szultánságot. 1922. november 17-én VI Mehmed egy brit hadihajó segítségével Máltára menekült. Későbbi kísérletei a szaúdi régióban (Hidzsáz) a kalifátus elnyerésére kudarcba fulladtak. 1926. május 16-án hunyt el Sanremóban.